# Евстолија и Сосипатра
Евстолија (у. 610.) и Сосипатра (у, 625. године) – цариградске православне светитељке. 
Православна црква прославља свете Евстолију и Сосипатру 9. новембра.
Живеле су у време цара Маврикија, који је био последњи византијски цар из династије Јустинијана 582-602. године. 
Света Евстолија је дошла из Рима. Њени родитељи, веома богати људи, били су хришћани. Након њихове смрти, наследила је много имовине коју је користила у добротворне сврхе. После служења у Риму девицама којима је била потребна помоћ, света Евстолија се преселила у Цариград. Тамо је постала позната по својим добрим делима и духовном образовању. Зато су је многи посећивали. Међу њима је била и ћерка цара Маврикија Сосипатра која ју је посетила Влахернској цркви пресвете Богородице. Она је, након тога, заволела усамљенички живот више него богатство палата и зато је остала блиска светој Евстолији. На молбу своје кћери, Маврикије им је дао кућу у којој су подигли манастир, у који су долазиле побожне девице, желећи да свој живот посвете Богу. Блажена Сосипатра, руковођена у духовном животу светом Евстолијом, напредовала је из врлине у врлину. У току времена њима су се придружиле многе девојке, и заједно са њима упражњавале су тешке монашке подвиге. Много година подвизавајући се у посту, молитви и осталим трудовима, света Евстолија упутила је многе на пут спасења. Света Евстолија је пре своје смрти, поставивила за свог наследника свету Сосипатру, која је управљала манастиром до њене смрти.
Кратко житије светих Јевстолије и Сосипатре, састављено на основу анонимног грчког Житија, делимично сачуваног у рукопису из 10. века (Ват. гр. 807. Фол. 94-96в), садржано је у грчким синаксарима и минологијама.